# Floare

1 – Floare matură
2 – Stigmat (partea superioară a ovarului sau a stilului)
3 – Stil (partea filiformă aflată deasupra ovarului, care se termină prin stigmat)
4 – Filamentul staminal susținând anterele
5 – Axa florală sau receptacul, antofor (extremitatea pedunculului floral, pe care sunt așezate periantul, androceul și gineceul)
6 – Articulație (locul de inserție a axei florală pe pedicel)
7 – Pedicel (suportul mic al florii) sau peduncul floral (suportul florii pe care sunt prinse florile solitare sau grupate în inflorescențe)
8 – Nectarină (parte a florii care secretă sau conține nectar)
9 – Stamină (organ al florii format din filament, anteră și conectiv, totalitatea lor constituind androceul)
10 – Ovar (cavitatea bazală a gineceului conținând ovulele; primordiul fructului)
11 – Ovule (celule sexuale femele din ovar)
12 – Conectiv (partea terminală a filamentului staminal care unește cele două teci ale anterelor)
13 – Sac polinic (cavitate aflată în interiorul lojei anterei, conținând grăuncioare de polen)
14 – Anteră (extremitate superioară a filamentului staminal conținând de obicei patru saci polinici)
15 – Periant (totalitatea învelișurilor florale: caliciu, corolă, perigon)
16 – Corolă (înveliș floral intern al florii, de obicei colorat, format din petale)
17 – Caliciu (înveliș floral extern al florii, de obicei verde, format din sepale)

Floarea reprezintă organul de înmulțire al gimnospermelor și angiospermelor.
Florile au fost mult timp admirate și folosite de oameni pentru a înfrumuseța mediul lor, dar, de asemenea, ca obiecte de romantism, ritual, religie, medicină și ca o sursă de hrană.

## Structura ﬂorii
Elementele florale sunt formate din sepale (primele care apar la marginea receptaculului) și petale (mai spre interior); totalitatea acestor elemente constituie învelișurile florale, după care urmează dispuse pe 1 sau 2 cicluri, și carpelele, formând ultimul verticil din centrul receptaculului.
Pentru compararea diferitelor tipuri de organizare a florilor, se folosesc formule florale și diagrame florale.

### Floarea
Floarea ia naștere fie din mugurii florali, fie din mugurii micști ce se găsesc pe ramurile scurte ale tulpinii, în majoritatea cazurilor la subsioara frunzelor. Este formată dintr-un lăstar scurt, cu frunzele mai mult sau mai puțin metamorfozate, în funcție de rolul pe care îl au de îndeplinit. Partea tulpinală constituie axul florii, de obicei scurt și lățit la vârf, formând receptaculul floral. Acesta are forme diferite, bombat ca un disc, scobit ca o cupă, cilindric sau conic. Receptaculul reprezintă deci partea mai dezvoltată a codiței florii, care se numește și peduncul floral.
Curiozități
Cea mai mare floare din lume se numește Rafflesia Arnoldi. Ea se găsește în pădurile tropicale din Indonezia, sud-estul Asiei. Rafflesia Arnoldii este o floare parazit ce poate atinge 1 metru în diametru și poate cântări circa 10 kg. 
Cea mai mică floare din lume este produsă de către o plantă ce aparține genului Wolffia.
Florile sunt atât de mici, încât ochiul uman n-are puterea de a le distinge.
Culoarea plăntuțelor este galben-verzuie. Floarea este prezentă într-o depresiune situată în partea de sus plantei și are doar o stamină și un pistil.
Aceste flori nu se poate oferi cadou prin serviciul de livrare flori. Cea mai mare este parazită, iar cea mai mica nu se vede cu ochiul liber.
| Floare | Peduncul floral  | Receptacul |                               |                                           |      |  |
| Floare | Elemente florale |            |                               |                                           |      |  |
| Floare | Periant; Perigon | Caliciu    | Morfologie                    | Sepală                                    |      |  |
| Floare | Periant; Perigon | Caliciu    | Tipuri de calicii             | Caliciu dialisepal                        |      |  |
| Floare | Periant; Perigon | Caliciu    | Tipuri de calicii             | Caliciu gamopetal                         |      |  |
| Floare | Periant; Perigon | Corolă     | Morfologie                    | Petală                                    |      |  |
| Floare | Periant; Perigon | Corolă     | Tipuri de corole              |                                           |      |  |
| Floare | Periant; Perigon | Corolă     | Corolă dialipetală            |                                           |      |  |
| Floare | Periant; Perigon | Corolă     | Corolă gamopetală             | Corolă dialipetală de tip tubulos         |      |  |
| Floare | Periant; Perigon | Corolă     | Corolă gamopetală             | Corolă dialipetală de tip infundibuliform |      |  |
| Floare | Periant; Perigon | Corolă     | Corolă gamopetală             | Corolă dialipetală de tip campanulat      |      |  |
| Floare | Periant; Perigon | Corolă     | Corolă gamopetală             | Corolă dialipetală de tip urceolat        |      |  |
| Floare | Periant; Perigon | Corolă     | Corolă lipsă ( Flori apetale) |                                           |      |  |
| Floare | Androceu         |            | Morfologie                    | Stamină                                   |      |  |
| Floare | Androceu         | Filament   | Morfologie                    | Stamină                                   |      |  |
| Floare | Androceu         | Anteră     | Morfologie                    | Stamină                                   |      |  |
| Floare | Gineceu          |            | Morfologie                    | Carpelă                                   | Ovar |  |
| Floare | Gineceu          | Stil       | Morfologie                    | Carpelă                                   |      |  |
| Floare | Gineceu          | Stigmat    | Morfologie                    | Carpelă                                   |      |  |